# Elaphoglossum glabrescens
Elaphoglossum glabrescens är en träjonväxtart som beskrevs av Alejandra Vasco. Elaphoglossum glabrescens ingår i släktet Elaphoglossum och familjen Dryopteridaceae. Inga underarter finns listade.